# Fritz Fuhrich

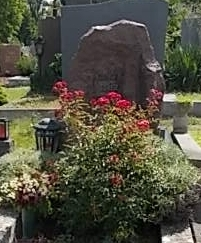
Grabstätte von Fritz Fuhtrich

Fritz Fuhrich (* 1. Juli 1937; † 17. Juni 2005 in Wien) war ein österreichischer Theaterwissenschaftler.
Fuhrich war wissenschaftlicher Mitarbeiter der Kommission für österreichische Theatergeschichte an der Österreichischen Akademie der Wissenschaften und hielt Vorlesungen am Institut für Theaterwissenschaft der Universität Wien.
Fuhrich publizierte u. a. zur Theatergeschichte Oberösterreichs im 18. Jahrhundert und zur Theatergeschichte Vorarlbergs. Zu seinen Forschungsschwerpunkten gehörte das Ordenstheater der Jesuiten und Benediktiner sowie das Theater der Wandertruppen.
Er starb nach langer Krankheit im Alter von 67 Jahren und wurde am Gersthofer Friedhof (1-4-20) bestattet.